# Кринкін Геннадій Якович
Геннадій Якович Кринкін (рос. Геннадий Яковлевич Крынкин; 14 квітня 1937, Москва, Російська РФСР — 22 червня 2008, Москва, Росія) — радянський і російський артист театру і кіно, Народний артист РРФСР (1988).
Вчився в Ленінградському військово-інженерному училищі, потім у Московському автомеханічному інституті, працював різальником у друкарні.
В 1958 році надійшов у Студію при Центральному дитячому театрі, де його вчителями були Марія Осипівна Кнебель, Анатолій Васильович Ефрос і Ганна Олексіївна Некрасова. Дипломним став спектакль, поставлений за розповіддю Юрія Казакова «На полустанку», робота над яким велася разом з режисером Леонідом Хейфецом (з ним згодом Кринкіна звела доля в Театрі Армії). Після закінчення навчання в 1961 році два роки працював у «Современнику».
З 1963 року — актор Театру Радянської (Російської) Армії.

## Творчість

### Ролі в театрі
- «Мій бідний Марат» А. Арбузова — Марат
- «А зорі тут тихі» Б. Васильєва — Васков
- «Дядя Ваня» А. Чехова — Астров
- «Птахи нашої молодості» І. Друце — Павло Руссу
- «Оптимістична трагедія» Вс. Вишневського — Ватажок
- «Палата № 6» за А. Чеховим — доктор
- «Стаття» Р. Солнцева — Рикунов
- «Павло I» Д. Мережковського — граф Пален
- «На людному місці» А. Н. Островського — Бессудний
- «На дні» М. Горького — Лука
- «Серце не камінь» А. Н. Островського — Потап Потапович Каркунов
- «Рядові» А. Дударева — Дєрвоєд
- «Смерть Іоанна Грозного» А. К. Толстого — Іоанн Грозний

### Фильмография
- 1963 — Якщо ти правий…
- 1963 — «Господиня Ведмежої річки»
- 1964 — Банкір (фільм-спектакль)
- 1965 — Рано ранком — Костя Рубахін, наречений Ольги
- 1967 — Особлива думка — Ігор
- 1969 — Гвинтівки Тереси Каррар
- 1970 — Дивовижний характер — Інженер Омельченко
- 1973 — Слідство ведуть знавці. Справа N8. Втеча — дільничний інспектор Скапкін
- 1978 — Стратегія ризику
- 1979 — За даними карного розшуку… — Полесов
- 1982 — Сімейна справа
- 1985 — Стрибок
- 1987 — Стаття (фільм-спектакль)
- 1990 — Увійди в кожний дім
- 1993 — Внутрішній ворог
- 1993 — Нефертіті (Nefertiti, figlia del sole)